# Zuckerfabrik Bruck
Die Zuckerfabrik Bruck in Bruck an der Leitha war eine Zuckerfabrik in Niederösterreich, die von 1909 bis 1986 in Betrieb war.

## Geschichte
Die Zuckerfabrik wurde 1909 von einem Konsortium um den Großindustriellen und Bankier Bernhard Wetzler (1839–1922) als Österreichische Zuckerindustrie-Aktiengesellschaft (ÖZI) errichtet. Eine Finanzkrise, in die auch das Bankhaus Auspitz, Lieben & Co verwickelt war, erschütterte 1931 das Unternehmen. Mit dem Anschluss wurde auch die Brucker Zuckerfabrik durch die Hauptvereinigung der Deutschen Zuckerwirtschaft in Berlin kontrolliert. Die Fabrik firmierte nach dem erzwungenen Verkauf durch die jüdischen Mitbesitzer als Brucker Zuckerfabrik Clemens Auer. Nach dem Zweiten Weltkrieg zwischenzeitlich unter Kontrolle der Sowjetunion, wurde das Werk nach Abschluss des Österreichischen Staatsvertrags an die Republik in der Rechtsform einer GesmbH zurückgegeben. Im Jahr 1978 erwarb die Zuckerfabrik Tulln 50 Prozent der Zuckerfabrik Bruck. In der Folge wurde die Verwaltung nach Wien verlegt. Die Kooperation der beiden Zuckerfabriken hatte schließlich 1983 die Fusion der beiden Fabriken zusammen mit der Siegendorfer Zuckerfabrik zur Tullner Zuckerfabrik Aktiengesellschaft zur Folge. Die Zuckerfabrik in Bruck an der Leitha wurde 1986 stillgelegt.